# Sals
La Sals ou "Salz" est une rivière française qui coule dans le département de l'Aude. C'est un affluent droit de l'Aude.

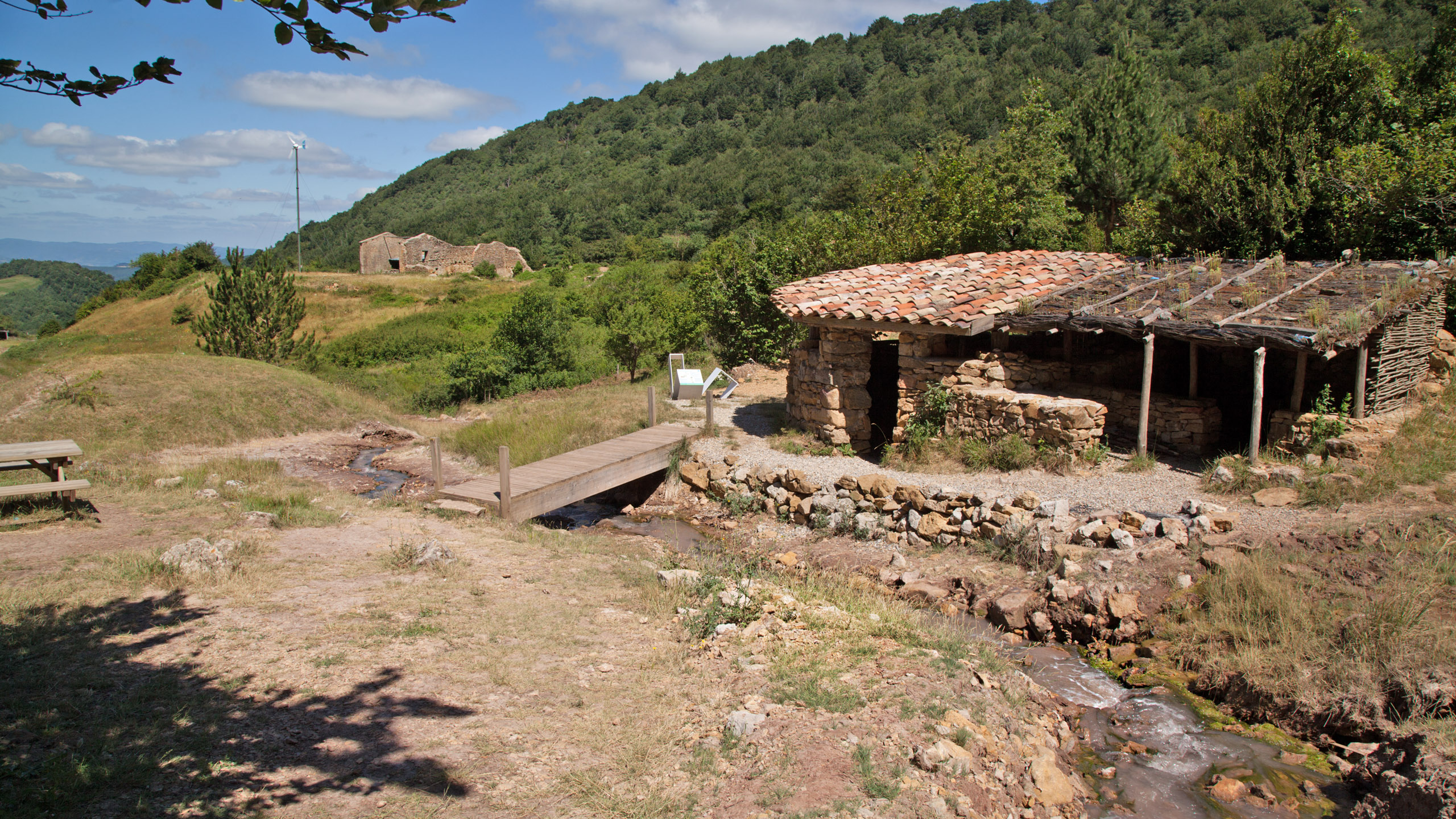
Source de la Sals

## Géographie

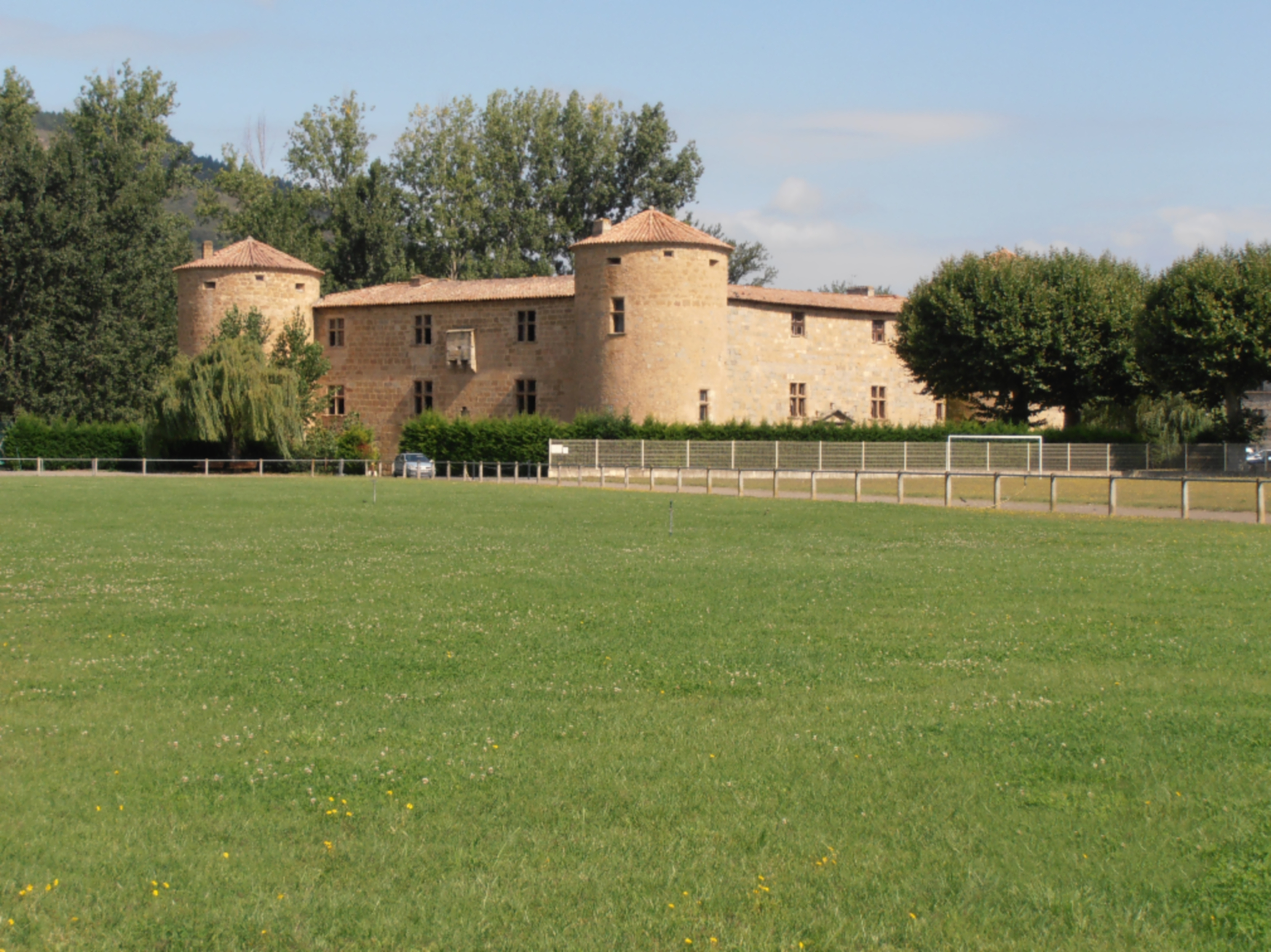
Château des ducs de Joyeuse à Couiza.

La Sals prend sa source à la Fontaine Salée, à 710 m d'altitude, sur le territoire de Sougraigne, à moins de deux kilomètres au sud-ouest du col de la Fage.
Le cours d'eau naît au sein d'une zone de bois et de forêts, la forêt domaniale de l'eau salée. Il s'oriente vers l'ouest puis le nord-ouest, direction qu'il maintient plus ou moins la plus grande partie de son parcours.
Il rejoint l'Aude à Couiza, au sud-ouest du château des ducs de Joyeuse, à 220 m d'altitude, à une douzaine de kilomètres au sud-ouest (en aval) de la ville de Quillan.
La longueur de son cours d'eau est de 19,9 km.

### Communes et canton traversés
Dans le seul département de l'Aude, la Sals traverse successivement les cinq communes de Sougraigne (source), Rennes-les-Bains, Cassaignes, Coustaussa et Couiza (confluence).
Ce qui fait, en termes de canton, que la Sals prend sa source et conflue dans le même canton de Couiza, dans l'arrondissement de Limoux.

### Bassin versant
La Sals traverse une seule zone hydrographique 'La Sals' (Y113) de 145 km2. Ce bassin versant est constitué à 79,64 % de « forêts et milieux semi-naturels », à 19,60 % de « territoires agricoles », à 0,30 % de « territoires artificialisés ».

## Affluents
La Sals a huit affluents contributeurs référencés :
- le ruisseau du Mourillou (rd[note 1]), avec un affluent :
  - le ruisseau du Caoussé (rd),
- le ruisseau de Falgaïrousse (rd), 1 km sur la seule commune de Sougraigne.
- le ruisseau de la Coumo (rd),
- le ruisseau de la Forêt (rd),
- la Blanque (rg), 14,7 km sur cinq communes, avec sept affluents et de rang de Strahler quatre.
- le ruisseau de la Dous (rd),
- le ruisseau du Coudal (rd),
- la Rialsesse  (rd), 14,2 km sur sept communes avec treize affluents et de rang de Strahler quatre.

### Rang de Strahler
Donc la Sals est de rang de Strahler cinq.

## Hydrologie

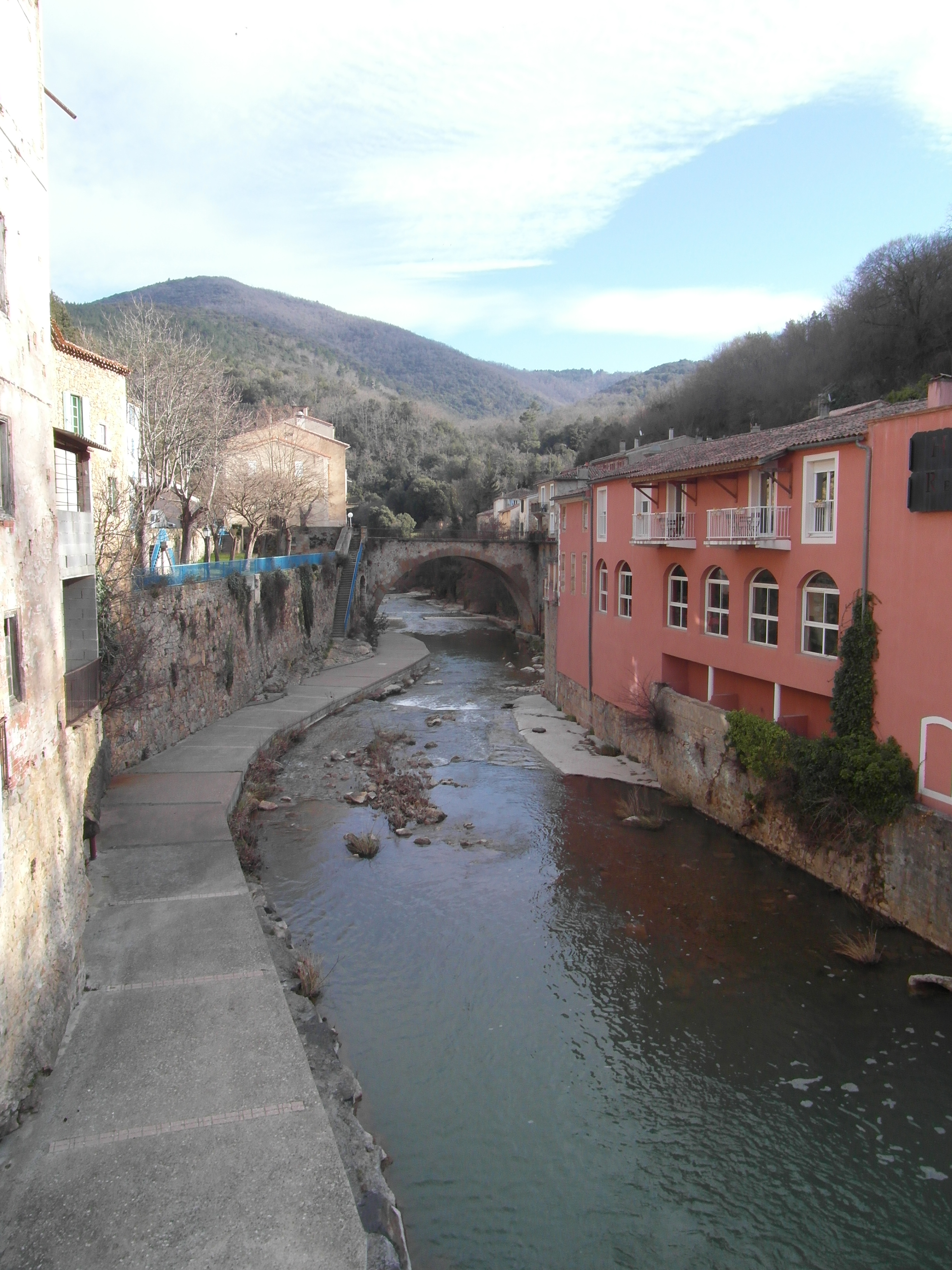
La Sals traversant Rennes-les-Bains avec le Vieux pont

La Sals est une rivière peu régulière.

### La Sals à Cassaignes
Son débit a été observé durant une période de 27 ans (1982-2008), à Cassaignes, localité située peu avant son confluent avec l'Aude. La surface prise en compte est de 144 km2, soit la presque totalité du bassin versant du cours d'eau.
Le module de la rivière à Cassaignes est de 1,09 m3/s.
La Sals présente des fluctuations saisonnières de débit très marquées, comme bien des cours d'eau de la région. Les hautes eaux se déroulent en hiver et au printemps, et se caractérisent par des débits mensuels moyens allant de 1,54 à 2,21 m3/s, de janvier à mai inclus (avec un maximum très net en février). Au mois de juin, le débit diminue fortement, ce qui mène rapidement aux basses eaux d'été qui ont lieu de juillet à octobre, entraînant une  baisse du débit mensuel moyen jusqu'au plancher de 0,279 m3/s au mois d'août, ce qui reste très consistant. Mais ces moyennes mensuelles cachent des fluctuations plus prononcées sur de plus courtes périodes ou selon les années.

### Étiage ou basses eaux
Aux étiages, le VCN3 peut chuter jusque 0,060 m3/s en cas de période quinquennale sèche, c'est-à-dire soixante litres par seconde, ce qui n'est guère sévère. Alimenté par des sources, le cours d'eau ne tombe ainsi jamais à sec.

### Crues
Les crues, quant à elles, peuvent être très importantes, surtout compte tenu de l'exigüité relative du bassin versant de la rivière. Les QIX 2 et QIX 5 valent respectivement 93 et 160 m3/s. Le QIX 10 est de 200 m3/s, le QIX 20 de 240 m3/s, tandis que le QIX 50 se monte à 300 m3/s. Pour se faire une idée de l'importance de ces débits de crue, il faut savoir qu'ils correspondent à près de la moitié de ceux de la Marne en fin de parcours, alors que cette dernière a un bassin versant près de 90 fois plus étendu.
Le débit instantané maximal enregistré à Cassaignes a été de 1 010 m3/s le 26 septembre 1992. Si l'on compare ce chiffre à l'échelle des QIX de la rivière, l'on constate que cette crue était largement supérieure à la crue cinquantennale définie par le QIX 50, et donc tout à fait exceptionnelle.
UNE INONDATION PARTICULIERE
Il était de tradition de décrire dans les actes de l’état civil paroissial les évènements exceptionnels qui affectaient la vie du village. En voici la transcription d’un bel exemple.
Document non signé. Mis en tête des actes paroissiaux consultable sur les archives en ligne de l’Aude, Etat civil - COUIZA - Cote : 100NUM/AC103/1E1 (1668-1685 déclassé) image 5.https://mdr.aude.fr/mdr_aude/index.php/docnumViewer/calculHierarchieDocNum/506108/504933:539288:541022:541023:506108/900/1600
« Evènement mémoriable (sic)
Le 18e avril 1720, entre une et deux heures après midy survint un orage, venant du côté de la forest des fanges qui en passant déchargea asses de grelle au terme de Picheyriol, et étant descendu dans le vallon de Salx, y resta fixe jusques après quatre heures du soir : et durant cet intervalle redoubla par quatre diverses foix, sur cardou et le quartier de blanche fort, sur les clapies, cassaignes, serres, peyroles, avec une si prodigieuse quantité du grelle, que d’abord salx déborda entier (?) dans la rue du pont, par bare, en entrainant, deux heures durant, trois pans de grelle sur l’eau, de telle sorte qu’on ne voyait plus l’eau qui étoit entièrement couverte de la grelle, qui s’étant liée ensemble, avoit formé de grands monceaux, comme des portes ou des tables, de trois pans d’épaisseur : cette grelle alla sur l’eau d’aude, plus loin que carcassonne ; c’est un fait inouy ches la mémoire des hommes, et dans l’histoire : il paroitra incroyable à la postérité ; cependant il est très vrai dans toutes ses circonstances : et sil y avoit eu du vent Lors (?), la perte auroit été longtemps irréparable.
Lieux : la rue du pont existe au recensement de 1846 ; bare signifie faubourg (barry en occitan). Les autres lieux figurent sur la carte Michelin ou sur la carte de Cassini : les clapiers entre Cassaignes et Serres ; le terme (sommet ?) de Picheyriol doit être Pechoriol près du château de Blanchefort, géographiquement plus pertinent que Pichayriol au-dessus de la Hille.
Apparemment pas de décès à Couiza à cette date.

### Lame d'eau et débit spécifique
La Sals est cependant une rivière relativement peu abondante. La lame d'eau écoulée dans son bassin versant est de 240 millimètres annuellement, ce qui est nettement inférieur à la moyenne d'ensemble de la France tous bassins confondus (plus ou moins 320 millimètres par an). C'est aussi inférieur à la moyenne du bassin de l'Aude (289 millimètres par an). Le débit spécifique (ou Qsp) atteint le chiffre de 7,6 litres par seconde et par kilomètre carré de bassin.

## Galerie

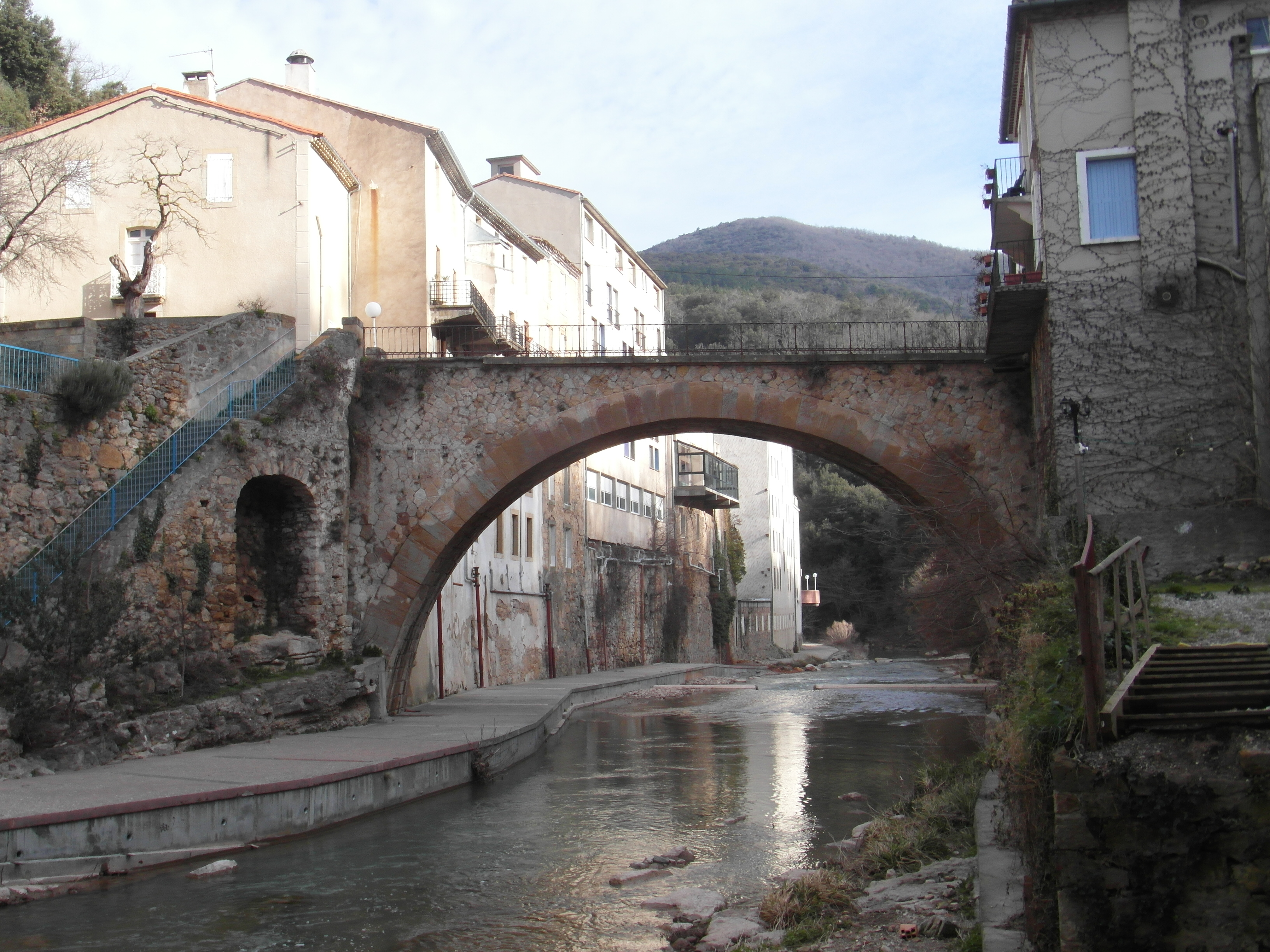
Rennes-les-Bains, pont sur la Sals
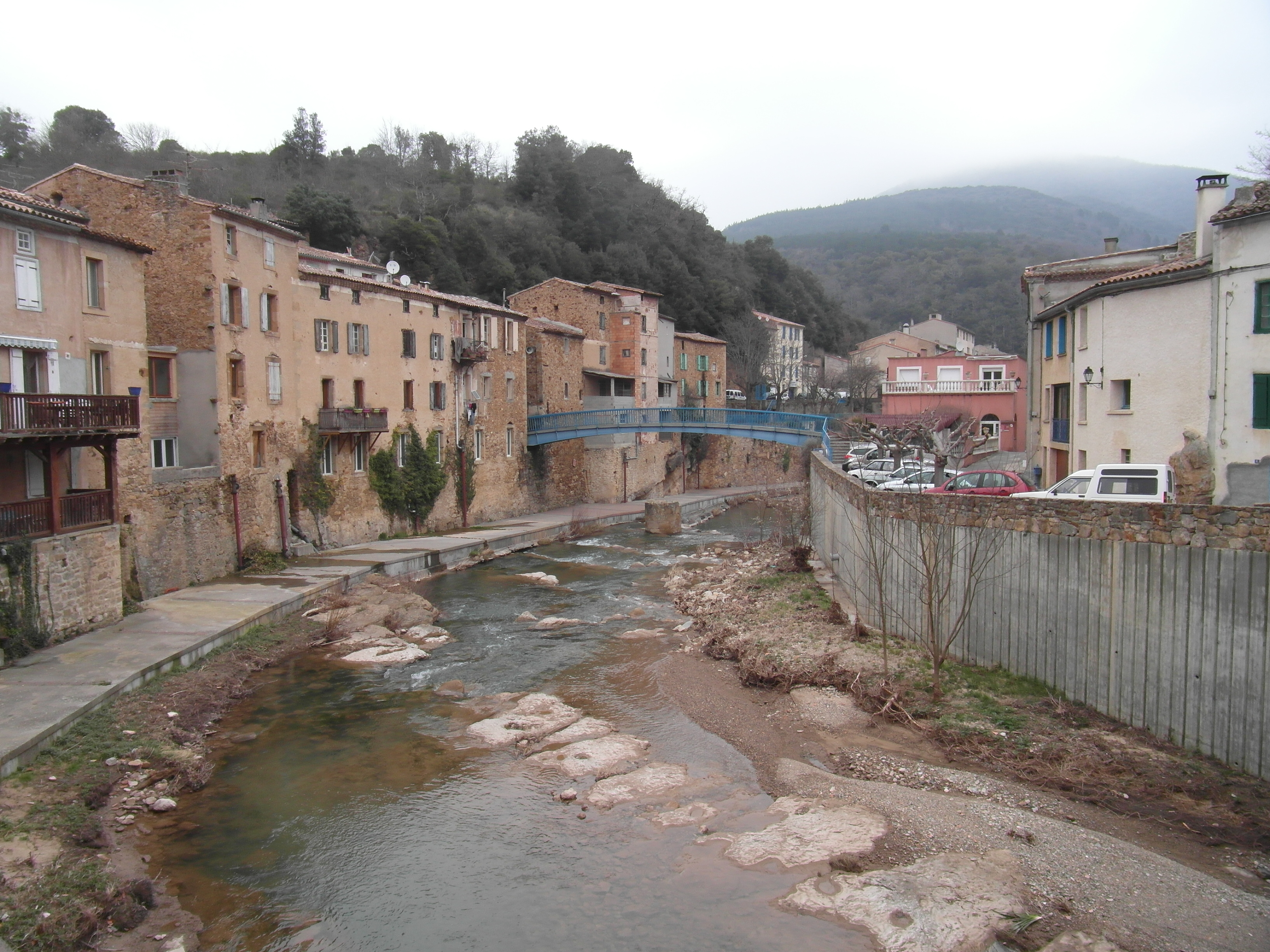
Rennes-les-Bains, vue générale depuis la Sals